# HD 952
HD 952 — белая звезда главной последовательности, находящаяся в созвездии Андромеда на расстоянии приблизительно 334,32 св. лет от Земли. По состоянию на 2007 год, радиус звезды оценивается в 2,02 солнечного радиуса. Радиальная скорость звезды составляет 0,9 ± 2,9 км/с. Планет у HD 952 обнаружено не было. Звезда видима невооружённым глазом на ночном небе.